# Gaby Kiki
Gaby Kiki Junior (Yaoundé, 15 febbraio 1995) è un calciatore camerunese, centrocampista dell'Aqtöbe.

## Carriera
Dopo aver iniziato in patria tra le file dell'Eding Sport, nel 2017 si trasferisce in Bielorussia firmando per il Dnjapro Mahilëŭ. Tra il 2018 e il 2021, gioca dapprima per la Dinamo Brėst (con cui vince un campionato e due supercoppe), poi per il Ruch Brėst.
Nel gennaio del 2022 passa a titolo definitivo alla formazione moldava dello Sheriff Tiraspol.

## Palmarès

### Club

#### Competizioni nazionali
- Supercoppa di Bielorussia: 2

Dinamo Brėst: 2019, 2020
- Campionato bielorusso: 1

Dinamo Brėst: 2019
- Campionato moldavo: 2

Sheriff Tiraspol: 2021-2022, 2022-2023
- Coppa di Moldavia: 2

Sheriff Tiraspol: 2021-2022, 2022-2023
- Coppa del Kazakistan: 1

Aqtóbe: 2024